# Старое Серёжкино
 Старое Серёжкино (чув. Кивӗ Шешкел) — деревня в Черемшанском районе Татарстана. Входит в состав Староутямышского сельского поселения.

## География
Находится в южной части Татарстана на расстоянии приблизительно 11 км по прямой на юго-восток от районного центра села Черемшан.

## История
Основана в XVIII веке. Упоминается также как Киве-Шерушкеял.

## Население
Постоянных жителей было: в 1859—210, в 1889—337, в 1910—369, в 1920—369, в 1926—347, в 1938—363, в 1949—369, в 1958—345, в 1970—414, в 1979—294, в 1989—161, в 2002 − 121 (чуваши 100 %), 103 в 2010.